# Bertha Island
Bertha Island ist eine 4 km lange Insel des William-Scoresby-Archipels vor der Mawson-Küste des ostantarktischen Mac-Robertson-Lands. Sie liegt 2,5 km südlich der Insel Islay.
Entdeckt und benannt wurde die Insel im Februar 1936 von Wissenschaftlern der britischen Discovery Investigations an Bord des Forschungsschiffs RRS William Scoresby. Die Namensgeberin ist nicht überliefert.